# مجدي عبد المجيد خاطر
مجدي عبد المجيد خاطر (13 مايو 1976 - )، مترجم وقاص مصري، ترجم 16 كتابًا عن اللغة الإنكليزية، من بينها ثلاث روايات للكاتب الأمريكي جور فيدال. كما أنه نشر ترجماته في بعض المجلات العربية، مثل مجلة الدوحة والثقافة الجديدة وعالم الكتاب. وصدرت له مجموعة قصصية واحدة بعنوان «مجرد شكل»، ووصفته مجلة الكلمة اللندنية أنه «صوت جديد في الكتابة القصصية المصرية له مذاقه الخاص ولغته السردية المتفردة».

## المسيرة المهنية
ولد مجدي عبد المجيد خاطر بمدينة الإسكندرية سنة 1976، وحصل على بكالوريوس في العلوم والتربية من جامعة طنطا سنة 1998، ودرجة الماجستير من معهد الدراسات والبحوث التربوية بجامعة الدولة العربية سنة 2021، وهو الآن باحث دكتوراه في فلسفة التربية بجامعة المنصورة.
يقول خاطر عن تجربة الترجمة: «على عتبات «جحيم» دانتي ثمّة رهط قُدِّر لأفراده المشوّهين أن يسيروا إلى الأمام والخلف معًا وفي الآن ذاته، فيمزّقوا أنفسهم من الدّاخل. يرى الدكتور مُجاب إمام في هذا المجاز الأدبي  تعبيرًا بليغًا عن الواقع الوجودي للمترجم الحقّ والمثقّف مُزدوج / مُتعددة اللغة عمومًا. وأنا أتّفق تمامًا مع ما ذهب إليه، ورغم ذلك يُمكن للترجمة أن تغدو عملًا مُمتعًا رغم مشقتها».

## مؤلفاته
- مجرد شكل (مجموعة قصصية)، المجلس الأعلى للثقافة، القاهرة، 2005

## ترجماته
- إفطار عن تيفاني، ترومان كابوتي، دار أزمة، عمان، 2011 (ط2؛ دار كلمات، الشارقة، 2018)
- أن نصبح أغرابًا، لويز دين، الهيئة المصرية العامة للكتاب، القاهرة، 2011
- حكاية أوزالد: لغز أمريكي (جزءان)، نورمان ميلر، الهيئة المصرية العامة للكتاب، القاهرة، 2012
- 1876، جور فيدال، المركز القومي للترجمة، القاهرة، 2014
- هوليوود، جور فيدال، المركز القومي للترجمة، القاهرة، 2015 [10]
- انهيار رجل (جزءان)، مايكل توماس، الهيئة المصرية العامة للكتاب، القاهرة، 2016-2017
- حرب أمريكية، عمر العقاد، دار كلمات، الشارقة، 2018
- عالم الرياضيات العجيب، جين أكياما وماري جورويز، المركز القومي للترجمة، القاهرة، 2018
- صناعة السعادة: كيف باعت لنا الحكومة والشركات الكبرى الرفاهية، ويليام ديفيز، المجلس الوطني للثقافة والفنون والآداب، الكويت، 2018
- واشنطن، جور فيدال، المركز القومي للترجمة، القاهرة، 2019
- نمط غير شائع، توم هانكس، دار كلمات، الشارقة، 2020 [11][12]
- فن الكتابة، روبرت لويس ستيفنسون، وزارة الثقافة والرياضة القطرية، الدوحة، 2020
- سيرة الآنسة جين بتمان، إرنست جيمس جينز، المركز القومي للترجمة، القاهرة، 2020
- في أثر الملوك والغزاة: جيرترود بيل وأركيولوجيا الشرق الأوسط، ليزا كوبر، المركز القومي للترجمة، القاهرة، 2022
- المعلب، كوبو آبي، دار العين، القاهرة، 2022
- عصر مظلم جديد: التقنية والمعرفة ونهاية المستقبل، جيمس برايدل، المجلس الوطني للثقافة والفنون والآداب، الكويت، 2022 [13]

## وصلات خارجية
- صفحة مجدي عبد المجيد خاطر على موقع جودريدز